# گیاهان دارویی
گیاهان دارویی با داروهای گیاهی اشتباه نشود
گیاهان دارویی (به انگلیسی: Herbal plants) گیاهانی هستند که یک یا برخی از اندام‌های آن‌ها حاوی مادهٔ مؤثره است. این ماده که کمتر از ۱٪ وزن خشک گیاه را تشکیل می‌دهد، دارای خواص دارویی مؤثر بر موجودات زنده است.

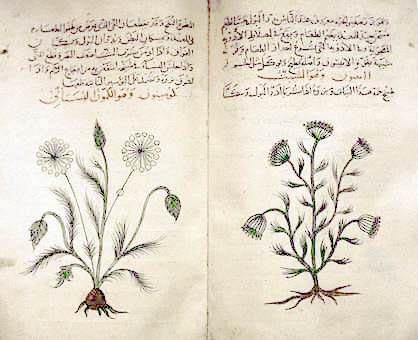
توضیح خواص درمانی زیره و شوید در نسخه عربی (پیرامون ۱۳۳۴ م) از کتاب د ماتریا مدیکا از نوشته‌های دیوسکوریدوس

## تاریخچه
در پزشکی کهن، داروها از گیاهان بدست می‌آمدند. در تولد رستم موبد پزشک، به دستور سیمرغ مرهمی از کوبیدن گیاهی مخصوص و آمیختن آن با شیر و خشک کردن آن در سایه، ساخته و بر زخم عمل رودابه می‌گذارد. نکتهٔ ظریف این دستور، توصیه به خشک کردن مرهم در سایه است تا خواص آن در اثر نور آفتاب و گرما از بین نرود. این توصیه امروز هم در نگهداری داروها به قوت خود باقی است. شناخت مواد دارویی مورد استفادهٔ مصریان قدیم از روی پاپیروس‌های مقدسی که از آنان به جای مانده‌است، میسر می‌باشد. باارزش‌ترین این پاپیروس‌ها «پاپیروس اسمیت» است. مصریان تقریباً از همهٔ قسمت‌های گیاه استفاده می‌کردند. طب بابل توسط الواح کوچکی که نام داروها را به خط میخی روی آن‌ها نوشته‌اند بر جای مانده‌است. عناصری که آن‌ها بکار می‌بردند اساساً ریشهٔ گیاهی داشته‌است. در دستورهای بابلی‌ها برخلاف مصریان وزن و اندازه ذکر نشده‌است. در متون هند قدیم گیاهان طبی به دو گروه تقسیم می‌شوند. گروه اول یا به‌عنوان مسهل، قی‌آور یا ملین به کار می‌روند یا باعث سهولت اجابت مزاج می‌شوند و گروه دیگر مسکّن هستند. در کنار طب سوزنی که در چین اختراع شده، مهم‌ترین قسمت طب سنتی چین علم داروهای گیاهی بوده‌است. یک رسالهٔ داروسازی به نام پن تسائو کانگ مو (Pen Ts'ao Kang Mu) در سال ۱۵۹۷ تکمیل و منتشر شد. این رساله ۸۱۶۰ نسخه دارد که بر ۱۸۷۱ ماده که عموماً ریشهٔ گیاهی دارند متکی است.
گیاه‌شناسی در ایران قبل از اسلام نیز سابقهٔ طولانی داشت. در اوستا بارها از «اورورو بیشه زو» (گیاه درمانی) ستایش شده‌است و واژهٔ اورورو به معنی گیاه فرشته نگهبان امرتات (امرداد) که خود یکی از امشاسپندان و کمال جاودانگی است در اوستا آمده‌است. پزشکان ایرانی از صدها گیاه و رستنیِ درمان‌بخش آگاه بودند و آن‌ها را مقدس می‌شمردند. مقدس‌ترین این گیاهان ۳۰ نوع بود که نمادی از نام روزهای سی‌گانهٔ یک ماه بود. به‌طور مثال نام روز آذر که نماد گیاهی آن در اوستا «اثرگون» نام دارد و آن نوعی گل همیشه بهار است که دم کردهٔ آن محرک سلسله اعصاب است و برای رفع خستگی استفاده می‌شد. نام «دارو» نیز از ریشه واژه ایرانی «دار» به معنی درخت است و در زبان پهلوی به «داروگ» تغییر شکل یافته و واژه انگلیسی و فرانسه «drug» از همین ریشه فارسی ساخته شد.
در طب یونانی نیز دمنوش کاربرد داشته‌است. بقراط (۴۶۰–۳۷۷ قبل از تاریخ) ارتباط میان شکل گیاهان و بیماری‌های قابل درمان توسط آن‌ها به نام تئوری امضاها را مطرح کرد. بر اساس این نظریه می‌گوید این خود طبیعت است که به ما قدرت درمانی گیاهان را نشان می‌دهد. به همین علت بود که ساقهٔ زرد رنگ ریوند علیه بیماری زردی و میوه و گل قرمز انار علیه خونریزی بکار می‌رفت. جالینوس (۱۲۹–۲۰۰ میلادی) پزشک یونانی تجربیات خود را در یازده جلد کتاب ثبت کرد. او داروهای گیاهی را به چند گروه تقسیم کرد و بنیانگذار شاخهٔ خاصی از طب به نام «جالینوسی» (علم مواد دارویی و تهیهٔ آن‌ها) بود. در قرن اول میلادی، کتاب د ماتریا مدیکا را دیوسکوریدوس، پزشک ارتش نرون تدوین کرد، که از نخستین کارهای معتبر در مورد علم گیاه‌درمانی است. دیوسکوریدوس که اساس کار خود را بر پایهٔ کار بقراط بنا نهاده بود، شکل، مشخصات و خواص بیش از ۵۰۰ گیاه را در کتاب خویش ارائه کرد که تا ۱۵۰ سال بعد به عنوان یک کتاب مرجع مورد استفاده قرار می‌گرفت. در همان زمان یک طبیعی‌دان رومی به نام پلینی کتاب تاریخ طبیعی نسبتاً حجیمی را تدوین نمود و در آن به شرح گیاهان و خواص درمانی آن‌ها پرداخت. ۷ قرن بعد، که در اروپا به قرون وسطی موسوم است، صومعه‌ها زنده نگهداشتن گیاه‌درمانی را به دست گرفتند. راهبان متون مربوط را نسخه‌برداری کردند و از آن‌ها برای شفای بیماران استفاده نمودند و مزرعه‌هایی را به پرورش این گیاهان اختصاص دادند.
آغاز کاربرد وسیع گیاهان دارویی و رونق و گسترش آن در کشورهای شرقی به‌خصوص در دورهٔ اسلام به زمانی که شرق به کارها، نوشته‌ها و ترجمه‌های آثار بقراط، جالینوس و کتاب‌های دیوسکوریدوس و پلینیوس و دیگران دسترسی یافت، مربوط می‌شود؛ زیرا کارها و آثار این دانشمندان یونانی مستقیماً از طریق شام و شرق رسید و در اوایل قرن سوم میلادی در بیت‌الحکمه به عربی ترجمه شد. کتاب «گیاهان» یا «الحشایش» یکی از مهم‌ترین ترجمه‌های این منابع است که در واقع همان ترجمهٔ دِ ماتریا مدیکای دیوسکوریدوس است و از آن زمان و حتی تا همین اواخر به عنوان طب سنتی همیشه مورد استفاده قرار می‌گرفت. محمد بن زکریای رازی (سال‌های ۲۵۰ تا ۳۱۳ ق) دائرةالمعارفی در درمان‌شناسی به نام کتاب الحاوی فی الطب و کتاب خلاصهٔ پزشکی، به نام المنصوری و کتاب دیگری به نام منافع الاغذیه و دفع مضارها را نوشت. این کتاب‌ها و بقیهٔ آثار او، مخزن و مرجع مهم اطلاعات گیاه‌شناختی برای نسل‌های متمادی در شرق و غرب بوده‌است. پزشک نامور بوعلی سینا (سال‌های ۳۵۹ تا ۴۱۶ ه‍.ش) ۸۱۱ داروی گیاهی و معدنی را در کتاب قانون همراه با اثرات آن‌ها بر بدن انسان شرح داده‌است. برخی از این گیاهان ریشهٔ هندی، تبتی چینی یا کلاً شرقی داشتند.
دو واقعه زمینهٔ علم گیاه‌شناسی را گسترش داد. یکی از آن‌ها اختراع دستگاه چاپ به وسیلهٔ گوتنبرگ در سال ۱۴۵۰ میلادی و دیگری کشف آمریکا به وسیلهٔ کریستف کلمب در سال ۱۴۹۲ میلادی بود. نتیجهٔ مستقیم این دو واقعه، چاپ تعداد زیادی از مجموعه‌های گیاهی و وارد کردن داروهای جدیدِ بسیار به اروپا بود. پاراسلسوس دانشمند سوئیسی (۱۵۴۱–۱۴۹۳) با سفر به اروپا و جمع‌آوری تجربیات گوناگون، پایه و اساس محکمی در طب به وجود آورد. گنجینهٔ گیاهان یکی از مهم‌ترین آثار پاراسلسوس است. او برای طب گیاهی ارزش خاصی قائل بود و به اثرات درمانی آب‌های معدنی و گیاهان محلی توجه زیادی داشت. وی اولین کسی بود که علم شیمی را در روش‌های درمانی شرکت داد. او در تاریخ علم طب به عنوان اصلاح‌کننده طب و به بیان دیگر بنیانگذار شیمی درمانی و پزشکی مطلع در باب گیاهان دارویی شناخته شده‌است. شیمی و فارماکولوژی به موازات یک‌دیگر تکامل یافته‌اند. بالاخره به لطف کتاب الکساندر چیرش (۱۸۵۶–۱۹۳۹) به نام «رسالهٔ فارماکولوژی» بود که مطالعهٔ گیاهان دارویی و داروهای طبیعی در میان علومِ شناخته شدهٔ دیگر جای گرفت.

## روش‌های مصرف گیاهان دارویی
گیاهان دارویی و معطر عمدتاً به فرمهای زیر مصرف می‌شوند:
1. گیاه تازه
2. گیاه خشک شده یا کنسرو شده
3. به صورت فرآوری شده توسط حرارت
4. استحصال مواد مؤثر در صنعت[۱۰]

## تفاوت بین گیاهان دارویی و داروی گیاهی
گیاهان دارویی شامل بخش‌هایی از گیاه است که پس از خشکاندن، بدون ایجاد هرگونه تغییری در مغازه‌ها و عطاری‌ها به فروش می‌رسد. گیاهان دارویی مثل زیره، رازیانه، هل یا دارچین گیاهانی هستند که برخی خواص درمانی آن‌ها که عمدتاً بی‌ضرر یا کم ضرر هستند، به اثبات رسیده‌است اما داروهای گیاهی، حاصل تبدیل برخی گیاهان به دارو در کارخانه‌های داروسازی و طی فرایندی خاص و استریل هستند. با این توضیحات و ذکر تفاوت گیاهان دارویی و داروهای گیاهی باید گفت که عطاریها تنها حق فروش گیاهان دارویی را دارند، گیاهانی که تعداد شان مشخص است و طی سالیان دراز فواید و بی عارضه یا کم عارضه بودن شان به اثبات رسیده‌است. مسلم است که مصرف بی‌رویه و بیش از حد نیاز هر نوع خوراکی اعم از گیاهی یا شیمیایی می‌تواند برای بدن ضرر داشته باشد.
گیا‌‌هان منبع غنی از ترکیبات فنلی، فلاونوئیدها، تانن‌ها و دیگر ترکیبات آنتی‌اکسیدانی هستند که این ترکیبات مهم‌ترین آنتی‌اکسیدان‌های طبیعی به شمار می‌آیند. امروزه گروه وسیعی از گیاهان و عصاره آن‌ها به‌عنوان منابع طبیعی با خاصیت آنتی‌اکسیدانی مورد توجه قرار گرفته‌اند.

## گیاهان در ایران
در ایران حدود ۸۰۰۰ گونه گیاهی موجود است که از این تعداد ۲۳۰۰ گونه جزء گیاهان معطر و دارویی هستند و از این تعداد ۴۵۰ گونه در عطاری‌های ایران به فروش می‌رسد.

بر اساس تحقیقی که از طرف دانشگاه علوم پزشکی تهران در مورد شایعترین گیاهان دارویی خریداری شده از عطاری‌ها در شهر تهران در سال ۱۳۸۷ انجام شده‌است، شایعترین گیاهان خریداری شده از عطاران:
- در فصل بهار به ترتیب: گل گاو زبان ایرانی، سنبل الطیب، خاکشیر، بنفشه
- در فصل تابستان به ترتیب: خاکشیر، کاسنی، شاه تره، تخم شربتی
- در فصل پاییز، به ترتیب: آویشن، پنیرک، گل ختمی، بنفشه
- در فصل زمستان به ترتیب: دارچین، زنجبیل، چهارگل (ترکیبی از نیلوفر، پونه، گل ختمی، سپستان، پرسیاوشان، عناب و گل بنفشه) و آویشن بوده‌است.[۱۴]

مطالعات صورت گرفته در ایران گویای این مطلب است که گیاهان خوراکی و دارویی و مشتقات آن‌ها (اسانس‌ها و عصاره‌های گیاهی) به‌دلیل داشتن ترکیبات آنتی‌‌اکسیدانی قوی و گوناگون به‌طور گسترده‌ای می‌توانند برای جلوگیری از فساد اکسیداتیو مواد غذایی استفاده ‌شوند. در این میان می‌توان به برگ زیتون، گلبرگ زعفران، پونه کوهی، اناریچه، پنیرک، چویل، ریحان، مرزه، مریم گلی، زردچوبه، رازیانه، گزنه و تمشک سیاه اشاره کرد. همچنین گیاهان بیلهر، آویشن، دارچین و پوست انار دارای خواص داروئی و درمانی هستند. گیاه علف هیضه، به‌دلیل دسترسی آسان و مقرون به صرفه در ایران، به‌عنوان ترکیب سلامت‌بخش و پایدار کننده روغن‌ها پیشنهاد می‌گردد.

## بسته‌بندی

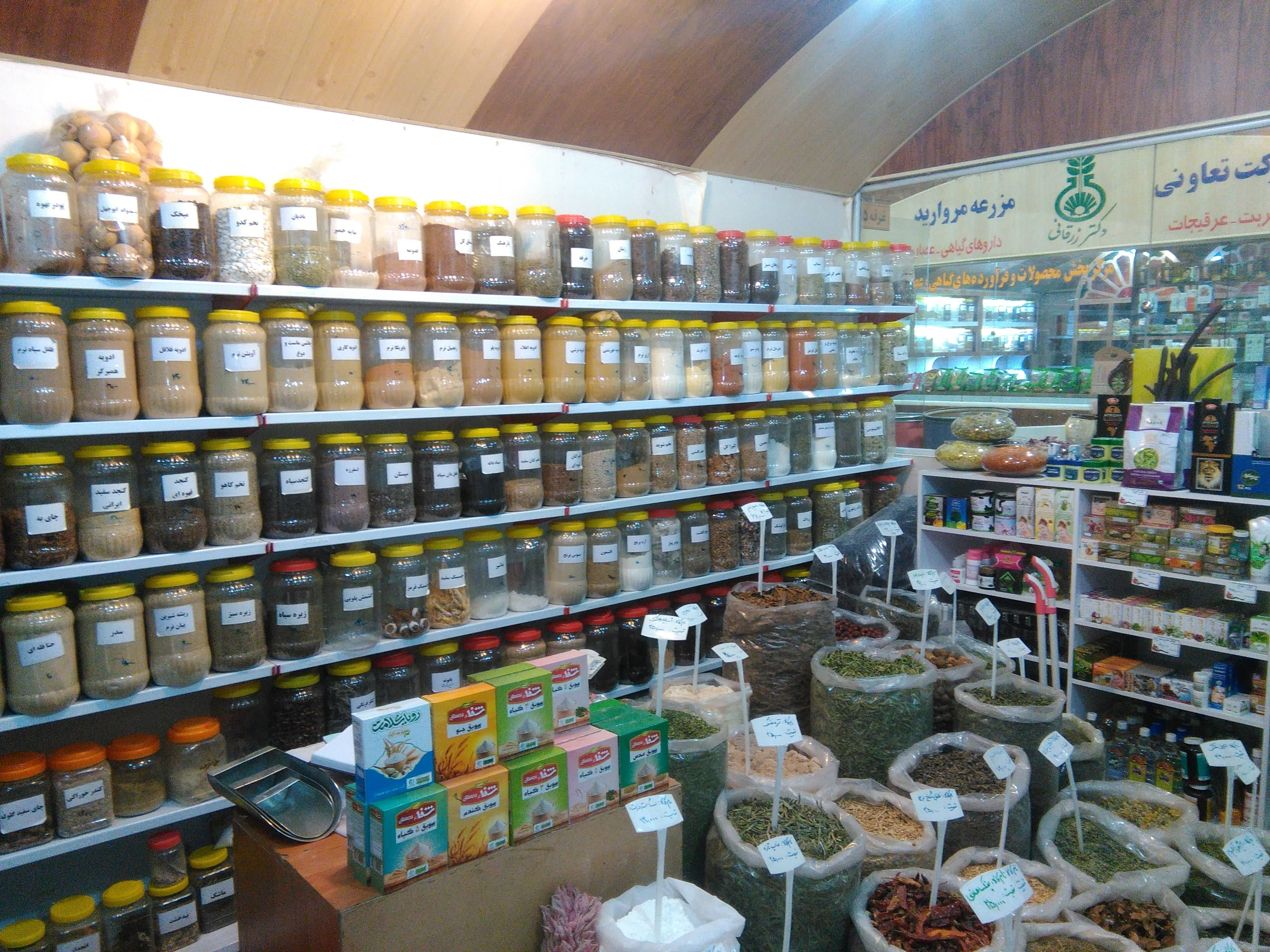
نمای کلی از یک عطاری در ایران به همراه تمامی اقلام موجود.

در ایران مجوز بسته‌بندی گیاهان دارویی اختصاصاً به واحدهای بسته‌بندی که دارای اجازه تأسیس از وزارت بهداشت، درمان و آموزش پزشکی می‌باشند، داده می‌شود. واحدهای بسته‌بندی مجاز، پس از گرفتن مجوز از وزارت بهداشت، درمان و آموزش پزشکی صرفاً می‌توانند اقدام به بسته‌بندی آن دسته از گیاهان دارویی نمایند که نام آن‌ها در فهرست تهیه شده توسط این وزارت موجود می‌باشد. در صورتی‌که در خواستی مبنی بر بسته‌بندی گیاهی خارج از فهرست مذکور توسط متقاضیان ارائه گردد، پس از بررسی کارشناسان اداره گیاهان دارویی و تأیید شورای بررسی و تدوین داروهای گیاهی و طبیعی ایران، نام گیاه به فهرست اضافه خواهد گردید. در یک بسته‌بندی صحیح موارد زیر باید رعایت شده باشد:
- نحوه مصرف
- کاربرد درمانی
- تاریخ تولید
- شماره پروانه
- وزن
- ذکر نام و نام علمی گیاه
- ذکر قسمت مورد استفادهٔ گیاه از قبیل: گل، برگ، ریشه و غیره
- ذکر تاریخ انقضای مصرف[۱۵]

## تولید و فروش گیاهان دارویی

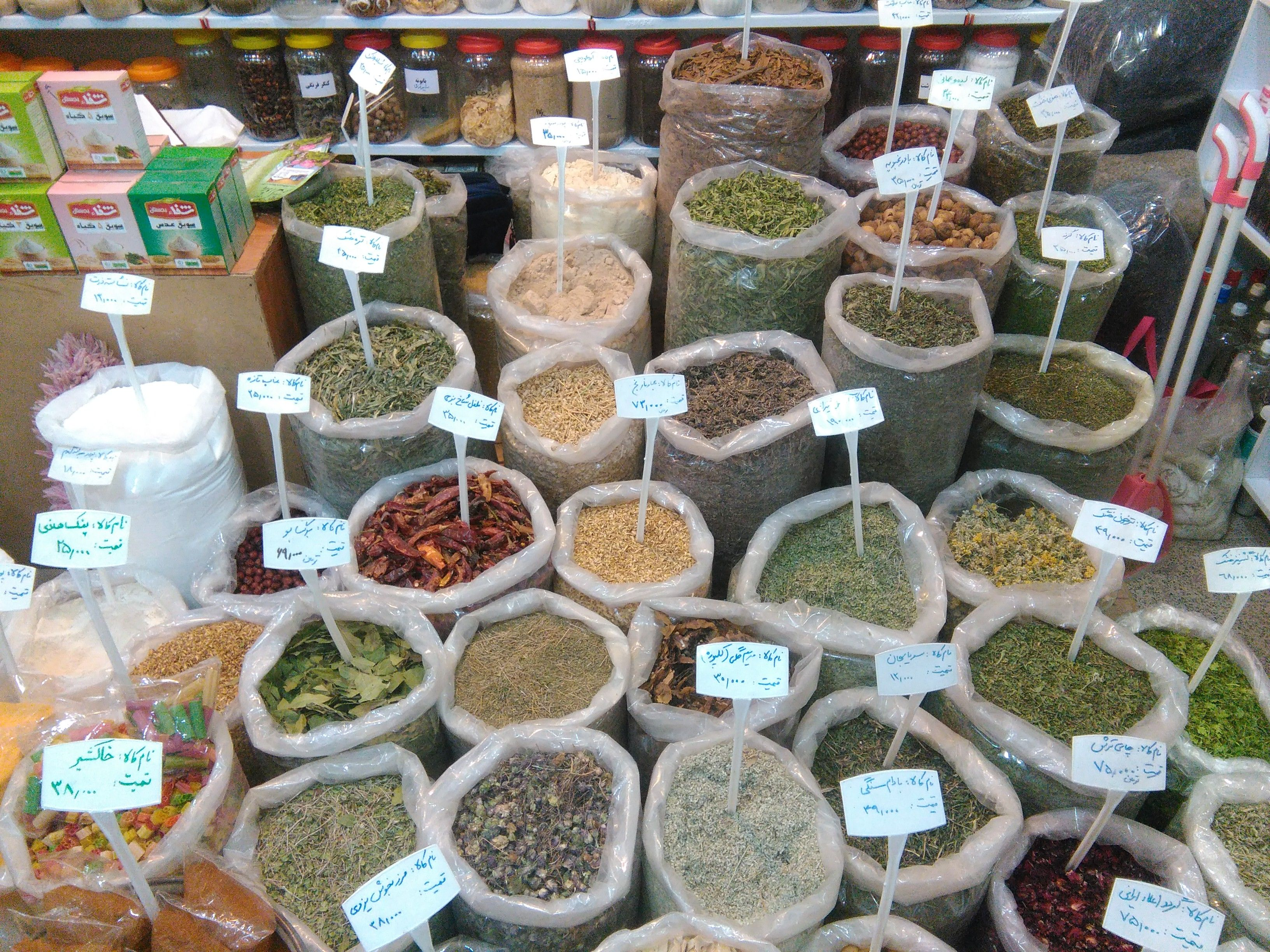
تصویری از گیاهان دارویی در یک عطاری

نزدیک به ۲۳۰۰ گونه از گونه‌های گیاهی ایران در ردیف گیاهان دارویی و معطر قرار دارند. از این تعداد گونه گیاهی، ۴۵۰ گونه، جزو گیاهان دارویی به‌شمار می‌آیند و تعدادی از آن‌ها در عطاری‌ها به فروش می‌رسند اما در اثر دگرگونی‌های زیست‌محیطی به تدریج از تعداد این‌گونه‌های با ارزش دارویی کم می‌شود. در گذشته گیاهان دارویی از دامنهٔ طبیعت چیده می‌شد و اغلب خودرو بودند اما امروزه با فرایند صنعتی شدن، امکان تکیه به فلور طبیعی از بین رفته و شرایط رشد و کشت این گیاهان به شکل صنعتی فراهم شده‌است. در سال‌های اخیر تعداد زیادی از گیاهان مورد استفاده در ایران کشت داده می‌شوند و برخی اقلام وارداتی هستند.
در ایران صنف عطار و سقط فروش، زیرمجموعهٔ وزارت صنعت، معدن و تجارت ایران به‌شمار می‌رود. طی چند سال اخیر به دلیل استقبال مردم به استفاده از ظرفیت‌های طب سنتی، عطاری در کشور رشد بسیاری کرده‌است. به‌گفته معاون طب سنتی وزیر بهداشت بخش عمده‌ای از این عطاری‌ها مجوز فعالیت ندارند. رئیس اداره داروهای طبیعی و مکمل وزارت بهداشت، نبود آیین‌نامه و ضوابط در مورد کار عطاری‌ها را مشکل اصلی این صنف اعلام کرده‌است. اغلب گیاهان دارویی موجود در عطاری‌ها به صورت خشک شده می‌باشد که تا رسیدن به دست مصرف‌کننده زمان زیادی از جمع‌آوری آن‌ها گذشته‌است؛ به همین دلیل خواص درمانی این گیاهان به شدت کاهش یافته یا در اکثر موارد به کلی از بین رفته‌است.
پروانه‌ای که برای عطاری‌ها صادر می‌شود پروانهٔ فروش گیاهان دارویی است و تعهد محضری از آن‌ها گرفته می‌شود که دخالت در امور پزشکی نکنند و عطاری‌هایی که اقدام به فروش «داروی گیاهی» می‌کنند، مرتکب تخلف می‌شوند.
بعضی از کشورها مانند چین و ویتنام درمان‌های سنتی را در نظام بهداشت و درمان عمومی خود ادغام کرده‌اند. بر اساس مقررات جدیدی که از سال ۲۰۱۱ در اتحادیهٔ اروپا وضع شده‌است، تولیدکنندگان «داروهای گیاهی» در آینده باید ثابت کنند که محصولاتشان تحت استانداردهای بالا تهیه می‌شود، و در عین حال میزان مصرف دارو هم باید به شکل واضح و مشخص روی بستهٔ دارو نوشته شده باشد. مقررات جدید شامل محصولاتی مانند سرخار گل (اکینیسیا)، گل راعی (سنت جان ورت)، سنبل الطیب و گیاهان سنتی چینی و هندی می‌شود که مصرف گسترده‌ای دارند.

## خطر انقراض
بنابر گزارش گروه بین‌المللی حفاظت باغ‌های گیاه‌شناسی، بسیاری از گیاهان دارویی به دلیل برداشت بی‌رویه و نابودی جنگلها در معرض خطر انقراض هستند.

## طبقه‌بندی بر اساس اثرات
مواد شیمیایی گیاهی اثر درمانی آن‌ها را بر حسب عملشان، در بدن انسان مشخص می‌کنند؛ بنابراین گیاهان دارویی بر حسب شعاع عملشان در گروه‌های معینی طبقه‌بندی می‌شوند. همیشه یک گیاه دارویی اثری مشخص ندارد و طیف اثرات آن ممکن است زیاد یا کم شود. به این معنی که یک گیاه ممکن است در درمان چندین بیماری مؤثر باشد؛ و برعکس برای تقویت اثر درمانی آن‌ها اغلب مخلوطی از چند گیاه تهیه می‌شود تا تأثیرشان چند برابر شود.
گیاهان تلخ
داروهای گیاهی هستند که روی کار معده، خصوصاً در هنگام بی‌اشتهایی تأثیر می‌گذارند، انواع مختلفی از آن را قبل از غذا مصرف می‌کنند از قبیل:گیاهان تلخ خالص، قنطوریون صغیر، گل سپاس (جنتیانا-کوشاد)، شبدر آبی، گیاهان تلخ معطر (مواد تلخی که همراه مواد معطر باشند) نظیر:درمنه، سنبل ختایی
گیاهان تلخ قابض:این گیاهان در عین حال کمی قابض بوده برای و گاستریت‌های سبک (پوست کندورانگو) به کار می‌روند.
گیاهان تلخ لعابدار: گیاه پای خر، شاهدانه، گیاهان قابض (داروهای منقبض‌کننده این مواد روی بشره یا مخاط با تشکیل رسوبات سخت همراه با بافت پروتئینی تأثیر می‌گذارند. آن‌ها آب موجود در بافت‌ها را می‌گیرند و با کم و بیش خشک کردن آن‌ها اثر ضد تورمی نیز دارند. این مواد اغلب از ترکیبات تانن هستند.
این گروه شامل مورد، گل غافث، هوفاریقون، مریم گلی، انجبار، گوش خر، گل مینا (امراض جلدی، اگزمای متورم و عفونی)، تره تیزک، سنفتیون، پوست درخت بلوط و بید، ریشهٔ بابا آدم، درخت گردو، توت روباه، هفت بند، آویشن، دم شیر و زوفا می‌شود.
کاهش دهنده چربی و کلسترول
از زعفران در (کتاب‌های داروسازی) نام برده شده‌است. نتیجهٔ آزمایش‌ها نشان می‌دهد که زعفران باعث کاهش چربی و کلسترول خون و افزایش نفوذ اکسیژن در پلاسما می‌شود
ضد التهاب
این مواد را برای درمان زخم‌ها و کوفتگی‌ها به کار می‌برند. آن‌ها ورم را کاهش می‌دهند و بازسازی بافت‌های آسیب دیده را (با تأثیر بر غشای مخاطی و سطح گرانولی) تسریع می‌کنند.
بنابراین بابونه و اکلیل کوهی جراحت‌ها را التیام می‌بخشند، خزه اثر ضد تورم روی مجاری ادرار دارد و گل نرگس ضمن التیام زخم‌ها، بیماری پوستی را درمان می‌کند. رزمارینوس در مصارف خارجی ضد روماتیسم و توت فرنگی برای جوش صورت مفید است.
گیاهان ضد نفخ
در این‌جا منظور موادی هستند که اثر خوبی روی دفع گازهای معده و انقباضات دردناک و حتی تشنج عضلات شکم دارند. این مواد حساس فشار درد را کاهش داده باعث توقف رشد باکتری‌هایی می‌شوند که تخمیر ایجاد می‌کنند. این گروه شامل داروهایی است که مواد اسپاسمولیتک(رافع تشنج و انقباضات) دارند. گیاهانی از این قبیل عبارتند از:بابونه، انیسون، رازیانه، سرو کوهی، نعناع، مریم گلی، اکلیل کوهی، زیره و زوفا. طی تحقیقات به عمل آمده در مدل های حیوانی موش، مشخص شده است که عصاره گیاهان آویشن و بابونه دارای خواص ضد دردی بوده و تسکین دهنده دردهای احشایی هستند. همچنین، تجویز توامان آویشن با بابونه یا تجویز توامان آن با داروی فلونیکسین مگلومین دارای اثرات هم افزایی بر کاهش درد احشایی بوده است.
میوهٔ شیرین رازیانه در بسیاری از جوشانده‌ها که به صورت مخلوط تهیه می‌شوند به کار می‌رود. از آن ضمن خوشبو و مطبوع کردن طعم جوشانده‌ها به عنوان ضد نفخ بسیار مؤثر استفاده می‌کنند.
گیاهان معرق
گیاهانی که عمل تعرق را آسان‌تر می‌نمایند عبارتند از:گل ماهور، آقطی سیاه، بابونه، زیزفون، شاه تره، برگ انگور فرنگی، ریش بز، تره تیزک، ریشه بابا آدم، بید گیاه،
گیاهان کاهش دهندهٔ تعرق
گیاهانی که از تعرق زیاد جلوگیری می‌کنند عبارتند از:مریم گلی، سنبل الطیب، شابیزک (بلادون) و برای مصرف خارجی، برگ گردو و پوست درخت بلوط.
گل ماهور گل‌های زردی دارد که پس از خشک کردن در ترکیب جوشانده‌هایی که به عنوان ضد سرفه تجویز می‌شوند از آن استفاده می‌گردد، زیرا دارای مقدار زیادی لیزاب یا لعاب است.
گیاهان مدر
این گیاهان ترشح ادرار را زیاد می‌کنند و برای ناراحتی‌های مجاری مورد استفاده قرار می‌گیرند. آن‌ها ضمن این که مدر هستند کمی هم حالت ضدعفونی دارند. از آن‌ها می‌توان در مواردی از قبیل ناراحتی‌های کلیوی سبک، سنگ کوچک یا شن ادراری استفاده کرد. در صورتی که ناراحتی کلیوی مهم، ناراحتی‌های قلبی، ورم قلبی، یا سیروز کبدی وجود داشته باشد این داروها مناسب نیستند و باید به پزشک مراجعه شود.
گیاهان دارویی از قبیل:گل آقطی سیاه، انگور روباه، سرو کوهی، مورد، پرسیاوش، هوفاریقون، لوبیای شیطان (اونونیس)، ریشهٔ جعفری.
گیاهان خلط‌آور لعابدار
گیاهان دارویی ایجاد خلط را تسهیل می‌نمایند. آن‌ها محتوی لعلب‌های گیاهی هستند که با جذب رطوبت باد کرده قسمت دیگر را مرطوب می‌کند و این به دلیل خاصیت جذب آب این مواد است. آن‌ها همچنین ورم منطقه‌ای را که قسمت ورودی نای را احاطه نموده‌است با تسکین سرفه، کاهش می‌دهند.
گل زیزفون خشک شده داروی بسیار خوبی برای سرماخوردگی است. جوشانده آن را ترجیحاً با عسل شیرین می‌کنند و می‌نوشند و داروی خوبی برای عرق کردن است. در اکثر موارد گل زیزفون معطر را که برگ آن قلبی شکل است، مصرف می‌کنند.
برخی از این گیاهان علاوه بر لعاب محتوی اسانس‌های روغنی و ساپونین هستند. از میان این گیاهان می‌توان از پنیرک، گل ماهور، ختمی و بارهنگ نام برد.
گیاهان خلط‌آور و قی آور
این مواد ترشح غدد مجرای تنفسی و برونش‌ها را زیاد می‌کنند و به مقدار زیاد قی آورند و به مقدار کم فقط باعث ایجاد حالت تهوع می‌شوند؛ حالتی که از نظر پزشکی در برخی مواقع مفید است. آلکالوئیدی به نام امتین و ساپونین‌ها به این گروه تعلق دارند.
طبق نسخهٔ پزشکی جوشانده ریشهٔ ایپکاکوانا را می‌توان تهیه نمود و بدون نسخه می‌توان از علف فتق، خارخر، شیرین بیان، ریشهٔ گل پامچال و گل ماهور استفاده کرد.
خلط‌آور محرک
این گیاهان محتوی مواد فراری هستند که از طریق دستگاه تنفسی دفع می‌شوند، مخاط را تحریک می‌کنند و عمل خلط‌آوری و دفع آن را آسان‌تر می‌کنند. ضمناً این مواد باعث شل شدن عضلات مجرای تنفسی که در حالت انقباض باشند نیز می‌شوند ضمن این که کمی نیز قدرت ضدعفونی‌کننده دارند. این گروه شامل گیاهان دارویی می‌شود که اسانس‌های روغنی داشته باشند.
گیاهان دارویی که در این زمینه برای تهیه جوشانده به کار می‌روند عبارتند از: رازیانه، برگ نعناع و پونه
و از دیگر گیاهانی که در این زمینه مورد استفاده قرار می‌گیرند می‌توان ختمی، گیاه پای خر (گل و برگ‌های آن) و دانهٔ کتان محتوی لعاب را نام برد.
گیاهان ضد سرفه
این‌ها در واقع گیاهان خلط‌آور آرام‌کنندهٔ سرفه هستند. در اکثر موارد از آن‌ها به صورت مخلوط (جوشانده برای سینه درد) استفاده می‌کنند.
از میان گیاهان ساده نیز می‌توان از ختمی، پنیرک، گیاه پای خر، بارهنگ، به دانه و شیرین بیان نام برد.
از گیاهان دارویی می‌توان به گل گاو زبان اشاره کرد که برای آرام کردن اعصاب بسیار مفید است و قوت آن تا هفت سال باقی می‌ماند.
گل‌های گیاه پای خر در اوایل بهار شکفته می‌شوند و برگ‌های آن برای تهیهٔ جوشانده همراه با دیگر گیاهان ضد سرفه به کار می‌رود.
گیاهان مسهل صفرا
این مواد کار تولید صفرا در سلول‌های کبدی و همچنین کار دفع آن از طریق مجراهای صفراوی را تسهیل می‌کنند. در درمان ورم کیسه و مجراهای صفراوی و حتی علیه سنگ ریزه‌های کوچک کیسه صفرا در کنار داروی مؤثر پر قدرت از داروهای گیاهی نیز استفاده می‌شود که محتوی اسانس‌های طبیعی ضد تشنج مجراهای صفراوی و ضدعفونی کننده‌های سبک و ضد تورم هم هستند.
از میان داروهای گیاهی می‌توان از:برگ بولدو، زنجبیل شامی، گندنای کوهی و ریوند نام برد.
و از میان گیاهان غیر طبی از: مامیران، گل قاصد، پوست درختچهٔ زرشک، آویشن معمولی و بومادران نام می‌بریم.
گیاهان ملین و مسهل
مسهل‌ها کار تخلیه روده را تسریع می‌نمایند. برگ سنا به شکل دمنوش، دانه و برگ‌های سنای اسکندریه، ریشهٔ شیرین بیان، ریشه ریوند از این دسته هستند.
گیاهانی نظیر بومادران، فاشرای سفید و کتان از گروه غیر طبی این دسته هستند.
گیاهان مقوی قلب
این گروه شامل گلوکوزیدهای گیاهی است که اثر تقریبی روی کار قلب دارند. این مواد آهنگ کار قلب را تسریع می‌کنند. دفع آب به عنوان اثر جنبی مصرف این مواد شناخته شده‌است. در این گروه می‌توان از گل انگشتانه، آدونیس، گراتیول و خربق سیاه (هلبور سیاه) نام برد.
ضد آسم
گیاهانی که محتوی آن‌ها برای مبتلایان به تشنجات ریوی همراه با آسم مفید است، عبارتند از:شابیزک (بلادون)، تاتوره.
برگ‌ها و مواد محرکهٔ گل انگشتانه ارغوانی از مهم‌ترین و بهترین مواد برای تقویت قلب شناخته شده‌است و تنها پزشک پس از این که بیمار را به‌طور دقیق معاینه نمود می‌تواند آن را تجویز و مقدار مصرف آن را مشخص کند.
مواد آرامبخش
این مواد آرام‌کننده در موارد عصبی بودن، ضعف اعصاب و تغییرات رفتاری در سیستم اعصاب مرکزی (بیماری ضعف اعصاب) مصرف می‌شوند. در مقایسه با داروهای شیمیایی، این مواد اثر بسیار آرام‌تر و ملایم تری از خود نشان می‌دهند. از گیاهان آرامبخش می‌توان از به لیمو، سنبل الطیب، گل ساعتی، رازک و خلنگ نام برد.
ضد تصلب شرایین
این گروه تأثیر مثبتی روی قسمت‌های آسیب دیده سیستم گردش خون خصوصاً در زمان پیری یا در صورت داشتن تغذیه ناصحیح مانند مصرف بیش از حد چربی، نداشتن فعالیت کافی و شرایط بحرانی از خود بر جای می‌گذارند.
کلسترول که روی دیواره وریدها رسوب نموده آن‌ها را آهکی و سخت می‌کند، اثر نامناسبی روی قسمت‌های آسیب دیده دارد که ایجادکنندهٔ ترومبوز و فشار خون بالا نیز می‌تواند باشد. در این حالت داروهای گیاهی که سرشار از روتین و ویتامین ث هستند می‌توانند سودمند باشند. در این گروه نیز از سیر، سرخ ولیک (گل و برگ‌هایشان)، عرق گل سرخ، تلخ بیان ژاپنی (سوفورا) و دارواش می‌توان نام برد.
سرخ ولیک اغلب به عنوان داروی ضد فشار خون مصرف می‌شود. گل و حتی شاخه‌های برگدار، یا خود برگ‌ها را به تنهایی یا همراه میوهٔ این گیاه جمع‌آوری می‌کنند.
ضد فشار خون
این گیاهان روی فشار خون بالا (ناراحتی‌های سیستم تنظیم‌کننده) تأثیر می‌گذارند. درمان این بیماری شامل رژیم غذایی و داروهای مناسب آن است. در مرحلهٔ آغاز بیماری فشار خون می‌توان از مسکن و پایین آورنده‌های فشار خون نظیر سنبل الطیب، یولاف، سیر، اکلیل الملک، سرخ ولیک و رازک استفاده کرد.
گیاهان معطر
عبارتند از گیاهانی که برای بهتر کردن مزه و عطر داروها به کار برده می‌شوند و دارای اثر ضدعفونی‌کننده نیز هستند؛ نظیر مریم گلی، بابونه رومی، اسطوخودوس و اکلیل کوهی (مصرف داخلی یا خارجی).
ضد انگل
گیاهانی که علیه انگل‌های روده به کار می‌روند عبارتند از:سرخس نر، غازیاغی، هویج، پیاز، شاه تره، انار، زبان در قفا، کدو.
ضد دیابت
از این گیاهان به عنوان کمک درمانی در درمان دیابت (که به معنی تولید کم انسولین در لوزالمعده است) استفاده می‌گردد. انسولین‌های گیاهی (گلوکوکنین‌ها) که مؤثرترین صورت آن‌ها به شکل عصاره‌های اسیدی است، در گیاهانی نظیر:حلبوب، لوبیا، مورد صحرایی قرمز و گیاه بابا آدم وجود دارند. گیاهان تلخ مانند قنطوریون صغیر، گل سپاس (جنتیانا) و درمنه نیز مفید هستند.
امراض زنانه
این گیاهان التهاب ماهیچه‌های صاف در باسن کوچک (رحم، مجاری ادراری) و دردهای عادت ماهانه را کاهش می‌دهند. برخی از این مواد روی رحم خصوصاً در زمان بارداری (خونریزی رحم پس از زایمان یا سقط جنین یا تورم) به عنوان درمان عمومی تحریک‌کننده تحت نظر دقیق پزشک اثرات سودمندی دارند.
این مواد عبارتند از:آلکالوئیدهای زنگ، کیسه کشیش، سیاه دانه، فلفل آبی، پتانسیل، سداب، هوفاریقون. مواد شیرآور که ترشح شیر را تحریک می‌کنند در گیاهانی نظیر حلبوب (نوعی گل شبیه گل مینا)، رازیانه، انیسون سبز، و شنبلیله یافت می‌شوند.
ضد استفراغ
گیاهانی که باعث تسکین حرکات دودی شدید و زیاد از حد معده می‌شوند در این گروه قرار دارند. گیاهان سرشار از تانن (به خاطر اسید تانیک موجود در آن‌ها) و زغال گیاهی، پوست بلوط و همچنین ترکیبات محتوی لعاب نظیر دانه‌های یولاف، جوشاندهٔ جو و آب برنج مؤثرند.
برای کودکان از هویج، سیب رنده شده (پکتین) پس از قهوه‌ای شدن آن، انجبار، بلوط، گل محمدی، مریم گلی، مورد و توت فرنگی استفاده می‌کنند.
ضد تومور
این گیاهان محتوی مواد ضد توموری (غده) هستند. گیاهانی نظیر دارواش و خصوصاً نیلوفر آبی مناطق حاره و آلکالوئیدهای پروانش دارای این مواد هستند.
در یک مطالعه اثربخشی گیاهان دارویی بر باکتری های مقاوم به دارو در ایران مورد بررسی قرار گرفته و نتایج آن نشان داده داروهای گیاهی ممکن است یک گزینه درمانی کارآمد برای باکتری‌های مقاوم به آنتی بیوتیک باشد. اگرچه اثرات نامطلوب بالقوه و خواص ضدباکتریایی همراه با اثرات هم‌افزایی احتمالی با سایر گیاهان دارویی نیازمند مطالعات بیشتر برای روشن شدن است.